# Menachem Ben-Sasson

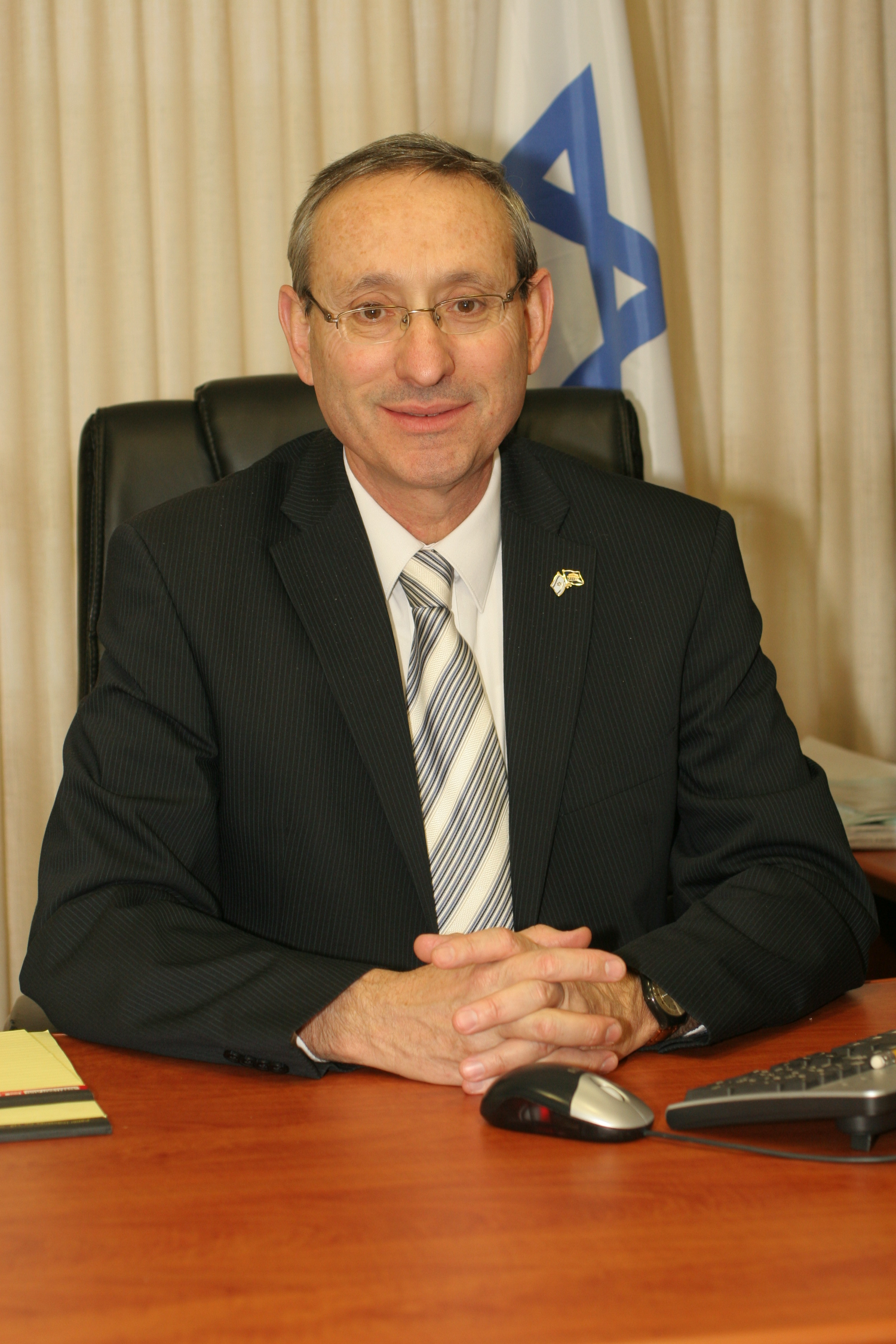
Menahem Ben-Sasson

Menachem Ben-Sasson (hebräisch מנחם בן-ששון; * 7. Juli 1951 in Jerusalem, Israel) ist ein israelischer Historiker und Politiker. Für die Kadima saß Menahem Ben-Sasson als Abgeordneter von 2006 bis 2009 in der Knesset. Von 2009 bis 2017 war er Präsident der Hebräischen Universität Jerusalem.

## Leben
Menachem Ben-Sasson diente in einer Nahal-Einheit in Ein Tzurim, einem Kibbuz im Süden von Israel, und in Artillerie-Einheiten während seines Wehrdienstes bei den Israelischen Streitkräften.
Nach der Beendigung des Wehrdienstes immatrikulierte er sich an der Hebräischen Universität Jerusalem, wo er seinen Bachelor in Geschichte und Philosophie erlangte. Anschließend erlangte er seinen Dr. phil. in History of the Jewish People in the Islamic Lands.
Er gehört dem Vorstand der Gedenkstätte Yad Vashem an, war Präsident der World Union of Jewish Studies und ist Vize-Präsident der Memorial Foundation for Jewish Culture.
Ben-Sasson lebt in Jerusalem, ist verheiratet und hat drei Kinder. Neben hebräisch spricht er noch arabisch, englisch, französisch und deutsch.

## Hochschulkarriere
Nach seinem Post-Doktorat an der University of Cambridge wurde er Professor für History of the Jewish Nation an der Hebräischen Universität Jerusalem. Zwischen 1997 und 2001 war er Rektor der Universität und vertrat die Association of University Heads in den entsprechenden Ausschüssen der Knesset.
Als Nachfolger von Menachem Magidor war Ben-Sasson von 2009 bis 2017 Präsident der Hebräischen Universität Jerusalem.

## Politische Karriere
Bei den Wahlen 2006 zur Knesset konnte Menachem Ben-Sasson einen Sitz über die Kadima-Liste erlangen. Auf der Liste war er auf Platz 20 gesetzt und die Kadima erzielte 29 Mandate. In der Folge wurde zunächst Mitglied und dann Vorsitzender des Ausschusses für Verfassung, Gesetz und Justiz (Chairman of the Constitution, Law and Justice Committee).
Weiter war er Vorsitzender des Ausschusses für das Gesetz zur Telefonüberwachung und des parlamentarischen Untersuchungsausschusses zur Telefonüberwachung. Zudem saß er noch in:
- Joint Committee for Discussion on the Law and Governance Order Bill (Annulment of Trial, Judgment and Administration) (Referendum)
- Finance Committee
- House Committee
- Committee on Drug Abuse
- Science and Technology Committee
- Parliamentary Inquiry Committee on the Integration of Arab Employees in the Public Sector

Weiter war er bei mehreren Interessengruppen engagiert:
- Lobby for Higher Education (Vorsitzender)
- The Lobby for Closing the Social Gaps
- Lobby for Jewish-Arab Coexistence
- Jerusalem Lobby
- Lobby for the Druze and Circassian Communities

Nach der Wahl 2009 verlor er seinen Sitz in der Knesset.

## Auszeichnungen
- 1. März 2017: Großes Bundesverdienstkreuz der Bundesrepublik Deutschland[5]